# Сретенский Михновский монастырь
Сретенский Михновский монастырь — женский монастырь Владимир-Волынской епархии Украинской православной церкви.
Основан в 1642 году Филоном Яловецким, ротмистром королевской гвардии, депутатом выборного сейма, членом Луцкого Православного братства в селе Михновка (ныне Камень-Каширский район, Волынская область). Был закрыт в 1961 году. В 1989 году храм возвращён верующим на правах приходского храма. 3 мая 1996 года приходской храм преобразован в женский монастырь.

## История монастыря
Михновка основана в 1637 году как местечко, которым владел Филон Яловецкий, ротмистр королевской гвардии, член Луцкого православного братства.
В 1642 году Филон Яловецкий открыл деревянный Сретенский храм и создал при нём мужской монастырь.
С приходом советской власти на Западную Украину монастырь зарегистрировали как приходскую церковь.
В 1720 году храм был перестроен.
В 1813 году рядом возле храма возведена деревянная колокольня.
В 1961 году храм был закрыт.
В 1989 — 1990 годах храм был возвращен верующим и обновлен.
Решением Священного Синода УПЦ от 3 мая 1996 года был основан Свято-Сретенский женский монастырь.
В 1998 году рядом со Сретенским храмом совершилось строительство трехэтажного жилого корпуса с церковью в честь Покрова пресвятой Богородицы.
2 августа 2003 года заложен храм в честь святых первоверховных апостолов Петра и Павла. Строительство которого закончилось в 2004—2005 годах. Храм устроен за пределами монастырской ограды.